# اینترانت امن دولتی
اینترانت امن دولتی (GSi) یک شبکه گسترده دولتی در بریتانیا است که هدف اصلی آن این است که سازمان‌های متصل را قادر به برقراری ارتباط الکترونیکی و ایمن در سطوح علامت گذاری حفاظتی پایین کند.

## استفاده
بسیاری از سازمان‌های دولتی بریتانیا از GSi برای انتقال فایل‌ها به صورت همتا به همتا (P2P) بین شبکه‌های معتبر مشابه استفاده کردند. خود شبکه در چارچوب اعتبار خود باز است - هیچ محدودیتی برای انواع ترافیک در سراسر شبکه اعمال نمی‌کند، محدودیت‌ها و کنترل خط مشی به بخش‌های متصل واگذار می‌شود. ترافیک ایمیل در داخل و خارج از شبکه توسط یک ارائه دهنده خارجی فیلتر می‌شود.

## اصل
مفهوم GSi توسط دفتر کابینه تعریف شد و توسط گروه محصولات ویژه اینترنت کابل و بی‌سیم (که در آن زمان به عنوان ارتباطات مرکوری شناخته می‌شد) در محل خود برنتفورد به واقعیت عملی تبدیل شد. توسعه GSi در اواخر سال ۱۹۹۶ آغاز شد و می‌توان با بررسی تاریخ ثبت اولین نام دامنه آن، 'gsi.net'، که در ۳۰ مه ۱۹۹۷ به ثبت رسید، تاریخ آن را تقریباً تعیین کرد. تاریخ رسمی عرضه چند ماه بعد بود (طبق گزارش آزانس مرکزی کامپیوتر و مخابرات (CCTA) این فوریه ۱۹۹۸ بود).
محرک‌های اصلی توسعه GSi، انبوهی از ارتباطات بین سازمانی در دولت بریتانیا بود که مدیریت بودجه امنیت و اتصال را با مشکل مواجه کرد. GSi نه تنها نظارت بهتری را ارائه کرد، بلکه اتصال را نیز عادی کرد. GSi به عنوان یک ستون فقرات پروتکل اینترنتی معتبر و متصل به پیوند دوگانه طراحی شده‌است، هیچ محدودیتی در مورد نوع ترافیکی که حمل می‌کند اعمال نمی‌کند. هر گونه محدودیت به عنوان یک تصمیم سیاست برای هر بخش اتصال در نظر گرفته شد.
طراحی GSi تا حدی از استانداردهای قابلیت همکاری eGIF در حال توسعه آن زمان پشتیبانی می‌کرد. این نتیجه مستقیم دو فرد فنی کلیدی بود که پروژه را هدایت می‌کردند، یکی از Cable & Wireless، یکی از دولت بریتانیا در قالب CCTA.
GSi از SMTP به عنوان پروتکل حمل و نقل نامه استفاده می‌کند، و تبدیل از امکانات ایمیل رایج در آن زمان X.400 به SMTP برای بسیاری از بخش‌ها بهبود در قابلیت اطمینان و سرعت را ثابت کرد. در مورد X.400، این تبدیل همچنین هزینه‌های ایمیل را به میزان قابل توجهی کاهش داد زیرا تبدیل پیام X.400 همچنان قابل پرداخت بود حتی اگر تبدیل به دلیل اندازه پیام انجام نشد. در برخی موارد، ROI چنین تبدیل ایمیلی به کمتر از دو ماه می‌رسید.
ایجاد GSi به Cable & Wireless انحصار اتصال داده‌های دولت بریتانیا را داد. GSi را می‌توان یکی از موفق‌ترین پروژه‌های فناوری اطلاعات دولت بریتانیا در نظر گرفت - حتی زمانی که هنوز در مرحله آزمایشی بود، تقاضا به حدی افزایش یافت که پنجره‌های خدمات برای ادامه ساخت پلت فرم با قدرت کامل اعمال می‌شد.
توسعه GSi همچنین ریشه ایجاد طرح مشاور فهرست شدهCESG (CLAS) بود. در طول ساخت GSi، نیاز به مشاوران معتبر آشکار شد زیرا مشاوره در مورد اتصال همیشه شامل بحث در مورد موضوعات محرمانه دولت می‌شد. CESG در نهایت با طرح CLAS بالا پاسخ داد.

## عملیات قرارداد
GSi بر اساس قرارداد پنج ساله قابل تمدید بهره‌برداری شد. Energis این قرارداد را از Cable & Wireless در اوت ۲۰۰۳ برنده شد. سپس Cable & Wireless در سال 2005 Energis را خرید و بدین ترتیب کنترل پلتفرم را دوباره به دست آورد.
Cable and Wireless Worldwide برنده قرارداد GSi Convergence Framework (GCF) در سال ۲۰۱۱ شد.
قراردادهای چارچوب GSi و خدمات مخابراتی مدیریت شده (MTS) در اوت ۲۰۱۱ با قراردادهایی که تا ۱۲ فوریه ۲۰۱۲ ادامه دارد، به پایان رسید. GCF برای تسهیل مهاجرت به عنوان شبکه خدمات عمومی در نظر گرفته شده‌است.

## پیشرفت‌های اخیر
دولت اتصال به‌طور مستقیم در بین مقامات محلی در انگلستان و ولز پخش شد. دولت اتصال یک برنامه دولتی است که یک شبکه معتبر و ایمن بین دولت مرکزی و هر مقام محلی در انگلستان و ولز ارائه می‌دهد و امکان تبادل اطلاعات محدود بین مقامات را فراهم می‌کند. شبکه GCSX بخشی از GSi گسترده‌تر است و تقریباً به تمام بخش‌های مرکزی ارتباط برقرار می‌کند. مقامات محلی اسکاتلند قبلاً یک شبکه مشابه به نام «Extranet امن دولت» (GSX) ایجاد کرده‌اند.
مقامات محلی با اتصال GCSX اکنون می‌توانند از یک حساب ایمیل GCSX برای تبادل داده‌های حساس، از جمله داده‌های مزایای DWP، داده‌های قابل شناسایی بیمار، با کارکنان بخش بهداشت که دارای آدرس ایمیل NHS.net هستند، استفاده کنند، مانند کارکنان PCT و پزشکان عمومی.
از آنجایی که هم GCSX و هم شبکه ملی پلیس (PNN) هر دو به اینترانت امن دولتی (GSi) متصل هستند، داده‌ها را می‌توان به‌طور ایمن بین مقامات محلی و پلیس منتقل کرد.
اکنون می‌توان از GC Mail برای جایگزینی روش‌های موجود کمتر کارآمد و کم‌ایمن برای تبادل داده‌ها بین مقامات محلی و پلیس استفاده کرد. مقامات محلی که مزایای مسکن و مالیات شورای شهر را ارائه می‌کنند در برنامه انتقال الکترونیکی شرکت می‌کنند، که فرایند تحویل اسناد ورودی مقامات محلی (LAIDs) و اطلاعات ادعای مقامات محلی (LACIs) را به صورت الکترونیکی فعال می‌کند.
نسخه ۴٫۱ کد اتصال برای انطباق در سال ۲۰۱۰ معرفی شد.
در مقایسه با نسخه ۳٫۲، کد اصلی اتصال نسخه ۴٫۱ مناطق عبارتند از:
- کار با موبایل - اجرای کامل خدمات سازگار
- مشخصات فایروال (EAL 4)
- اجرای نرم‌افزارهای غیرمجاز
- مورد نیاز برای بررسی سلامت فناوری اطلاعات (CHECK / CREST / TigerScheme)
- برچسب زدن ایمیل‌ها با علامت‌های محافظ[۶]

## شبکه خدمات عمومی
شبکه خدمات عمومی یک برنامه دولت بریتانیا است که ارائه زیرساخت شبکه را در سراسر بخش عمومی بریتانیا به یک «شبکه شبکه» به هم پیوسته یکپارچه می‌کند. این شامل عناصر بزرگ GSi بود.
شبکه‌های بخش عمومی که به‌طور مرکزی خریداری می‌شدند، با رسیدن به پایان قراردادشان، چه از طریق یک چارچوب موقت یا مستقیم، به چارچوب PSN مهاجرت کردند. قراردادهای اینترانت امن دولت (GSi) در سپتامبر ۲۰۱۱ منقضی شد و تا ۱۲ فوریه ۲۰۱۲ ادامه یافت و با چارچوب همگرایی اینترانت امن دولت انتقالی (GCF) جایگزین شد.